# 第一号型鱼雷艇
| 一号型鱼雷艇 | 一号型鱼雷艇                         |
| ------------ | ------------------------------------ |
| 第2号魚雷艇  |                                      |
| 类概述       |                                      |
| 舰种         | 鱼雷艇                               |
| 舰名         |                                      |
| 前级         | T-0型鱼雷艇                          |
| 次级         | 甲型鱼雷艇                           |
| 概括         |                                      |
| 排水量       | 20.0吨                               |
| 全长         | 18.30m                               |
| 宽度         | 4.30m                                |
| 吃水         | 0.65m                                |
| 动力系统     | 2台两轴九四式水冷航空引擎，1,800马力 |
| 航速         | 38节                                 |
| 巡航距离     | 30节时210海里                        |
| 燃料         | 汽油                                 |
| 船员         | 7人                                  |
| 武器         | 2座450mm鱼雷发射器 两挺7.7毫米机枪   |

一号型鱼雷艇是大日本帝国海军的一型鱼雷艇。同型舰共六艘。又称T-1型。

## 概要
根据丸临计划，从1939年的临时军事预算中出资建造了6艘该型鱼雷艇。于1941年6月在鹤见工厂开工建设，并于同年12月竣工。除去原型艇和进口艇，它是太平洋战争开始前日本唯一一型竣工的鱼雷艇。结构为轻型木结构，船体是在T-0型鱼雷艇基础上进行改进的V型船体。两个鱼雷发射器已从T-0型的安装于船尾的方式更改为与MAS艇相同的安装在舷侧。所使用的引擎是与T-0型相同的94型水冷航空引擎。
也有人称“六艘T-1型鱼雷艇是日本海军中最成功的鱼雷艇”。 

### 战争记录
六艘一号型鱼雷艇组成第一水雷艇队，隶属于横须贺防备队。太平洋战争开战后，在威克岛和塔拉瓦环礁分别部署了3艘，在威克岛部署的3艘和在塔拉瓦岛部署的其中2艘于1943年沉没，剩余一艘作为水雷学校的练习艇留在长浦港。

### 同型舰
- 1号鱼雷艇
- 2号鱼雷艇
- 3号鱼雷艇
- 4号鱼雷艇
- 5号鱼雷艇
- 6号鱼雷艇

## 151号型
1943年生产乙型鱼雷艇时，同时考虑使用海外工厂进行建造。1943年4月，下令香港第2工作部建造6艘鱼雷艇，泗水第102工作部建造8艘鱼雷艇。船体使用当地木材建造，而引擎和武器则从日本运来。同型艇共15艘，编号为151号至165号。

## 脚注
1. 1 2 3  要目は『昭和造船史』による。『日本魚雷艇物語』では排水量20.133トン、速力38ノット、『世界の艦船 日本海軍特務艦船史』では排水量17トン、吃水0.70mとしている（値の違うデータのみ記述）。
2. ↑  『日本魚雷艇物語』p226の巻末表では機銃1挺となっているが、本文p45の図では2挺が搭載されている。また『世界の艦船』『昭和造船史』にも機銃2挺とされているのでそれによった。
3. ↑  『日本魚雷艇物語』p55に丹波誠一『世界の魚雷艇』からの引用として記述されている。